# Мисс Интернешнл 1972
Мисс Интернешнл 1972 (англ. Miss International 1972) — 12-й конкурс красоты Мисс Интернешнл, который выиграла Линда Хукс, представительница Великобритании, проведённый 6 октября 1972 года в Токио (Япония).

## Финальный результат
| Финальные результаты | Участница |
| -------------------- | --- |
| Мисс Интернешнл 1972 | - Великобритания — Линда Хукс |
| 1-я вице-мисс        | - Австралия — Кристин Нола Кларк |
| 2-я вице-мисс        | - Филиппины — Йоланда Адриатико Домингес |
| 3-я вице-мисс        | - Бразилия — Джейн Вийера Макамбира |
| 4-я вице-мисс        | - США — Линдси Блум |
| Полуфиналистки       | - Аргентина — Адриана Грасиэла Мартин - Колумбия — Ламиа Эль Кури Чайа - Финляндия — Тарья Анникки Лескинен - Франция — Сюзанн Англи - Германия — Бригитта Бурфино - Ирландия — Катрин Талбот - Япония — Йоко Тамешиса - Португалия — Жилда Изабел Абреу - Турция — Уля Еркан - Венесуэла — Мэрилин Плессман Мартинес |

## Специальные награды
| Награда                    | Участницы                                 |
| -------------------------- | ----------------------------------------- |
| Мисс Фотогеничность        | - Великобритания — Линда Хукс             |
| Мисс Дружба                | - Пуэрто-Рико — Мириам Лопес              |
| Лучший национальный костюм | - Филиппины — Йоланда Адриатико Доминигес |

## Участницы
| - Аргентина — Адриана Грасиэла Мартин - Австралия — Кристин Нола Кларк - Австрия — Бригитта Мацак фон Горик - Бельгия — Каролин А Девьенн - Боливия — Летисия Брунн Агилера - Бразилия — Джейн Виейра Макамбира - Канада — Бонни Брейд (Universe & World 72) - Чили — Памела Вирхиния Сантибанес Берг - Колумбия — Ламия Эль Кури Чайа - Коста-Рика — Исабель Амадор Самора - Дания — Гитте Могенсен - Эквадор — Люсия дель Кармен Фернандес Авельянда - Финляндия — Тарья Анники Лескинен - Франция — Сюзанн Англи (World 69) - Германия — Бригитта Бурфино - Великобритания — Линда Хукс - Греция — Нети Фасоули - Гуам — Эдна Мария Кинтанилья - Гавайи — Эллисон Джон - Нидерланды — Моника Стротманн (World 71) - Исландия — Колбрун Свейсдоттир - Индия — Индира Мутанна - Ирландия — Катерин Талбут - Италия — Рита Пистолоцци | - Япония — Йоко Тамешиса - Республика Корея — Су Э-ха - Люксембург — Lydia Thilgen - Малайзия — Франческо Ли Мей Фунг - Мальта — Долорес Абдилла - Мексика — Маргарита Хулия Мартинес - Новая Зеландия — Джанис Даун Уолкер - Никарагуа — Конни Анна Бальянтин Секвейера - Норвегия — Вигдис Тире - Филиппины — Йоланда "Yogi" Адриатико Доминигес - Португалия — Жилда Изабел Абреу - Пуэрто-Рико — Мириам Лопес - Сингапур — Мэй Тан - Испания — Глория Пуйоль Толедо - Шри-Ланка — Дамаянти Гуневадена - Швеция — Ева Андерсон - Швейцария — Аннелизе Вебер (Universe 72) - Французская Полинезия — Моэ Арапари - Таиланд — Сариня Таттаворн - Турция — Хулья Эркан - Уругвай — Кристина Моллер (Universe 72) - США — Линдси Диане Блум - Венесуэла — Мэрилин Плессман Мартинес |

## Не участвовали
- Израиль — Ронит Гафни
- Ливан

## Сноски
- Результаты Miss International 1972 года
- Pageantopolis